# Nissan 300ZX
Nissan 300ZX — спорткар, выпускавшийся японской компанией Nissan в период с 1983 по 2000 годы. Является представителем третьего и четвертого поколений спортивных автомобилей Nissan серии Z. В Японии известен под названием Fairlady Z Z31 и Z32

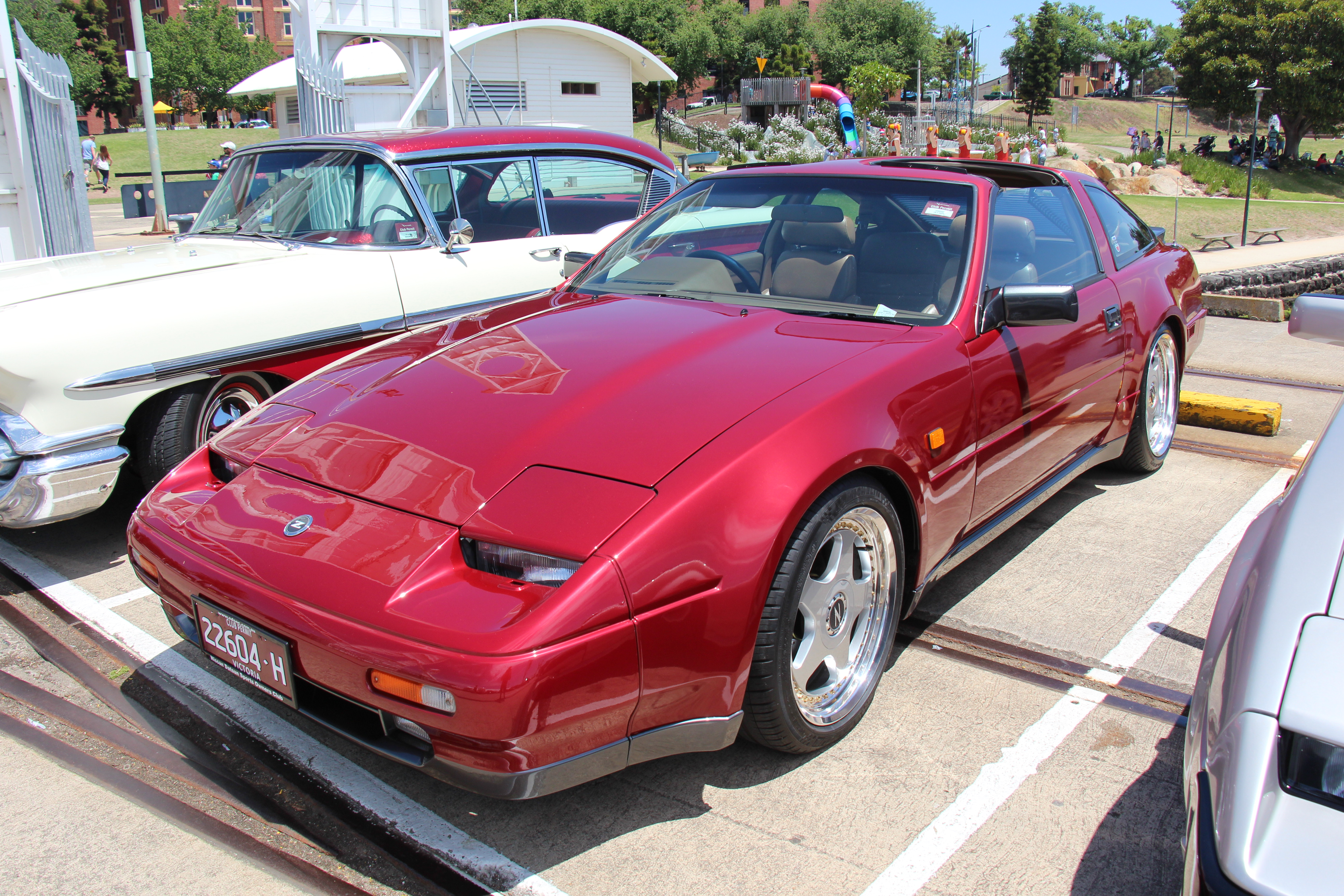
Z31 Kouki (1987-1989)

Модель Z31 позиционировалась, как преемник Nissan S130 и как спортивный автомобиль среднего ценового сегмента. Модель Z32 позиционировалась иначе и имела существенно большую цену, повышавшуюся каждый год в соответствии с изменениями автомобиля.
В Японии автомобиль продавался только у одного дилера - Nissan Blue Stage с 1983 до 2000 года. В США автомобиль продавался до 1996 года.
За время существования Nissan 300ZX неоднократно получал положительные отзывы критиков. Car and Driver включал автомобиль в десятку лучших на протяжении семи лет, а Motor Trend в 1990 году назвал спорткар лучшим зарубежным автомобилем года. В 2003 году преемником спорткара стал Nissan 350Z (Fairlady Z Z33).

## Z31
Модель Z31 была выпущена на рынок США в 1983 году под названием Nissan/Datsun 300ZX (на крышке багажника имелся как значок Nissan, так и значок Datsun). Во всем остальном мире 300ZX, как и его предшественники, был выпущен под брендом Nissan. Двойное название на рынке США автомобиль имел до 1985 года, когда Nissan стал продавать автомобили по всему миру только под брендом Nissan и упразднил бренд Datsun, полностью поглотив его. Z31 был спроектирован Кадзумасу Такаги и его командой.  Автомобиль, по сравнению с предшественником - Nissan/Datsun 280ZX, обладал лучшей аэродинамикой и большей мощностью двигателя. Коэффициент аэродинамического сопротивления модели Z31 составлял  0.30. Автомобиль комплектовался первым массовым японским двигателем конфигурации V6, вместо рядного 6-цилиндрового. По задумке инженеров, этот мотор был призван воссоздать дух оригинального Fairlady Z (Nissan S30).
На выбор было предоставлено пять шестицилиндровых двигателей: турбированный рядный RB20DET с рабочим объемом 2,0 литра (комплектация 200ZR), 2-литровый турбированный V-образный VG20ET (комплектация 200Z/ZS/ZG), 3-литровый атмосферный V-образный VG30E (комплектация 300ZX), 3-литровый турбированный V-образный VG30ET (комплектация 300ZX Turbo) и 3-литровый атмосферный V-образный VG30DE (комплектация 300ZR). И Z31, и Z32 оснащались системой впрыска топлива с электронным управлением. Так как Z31 и Z32 продавались и за пределами Японии, они производились и с правым, и с левым рулем.
Было выпущено две специальные версии модели Z31: первая версия была выпущена в 1984 году в честь 50-летия компании Nissan и была комфортнее обычных версий, вторая специальная версия называлась "Shiro Special" и была выпущена в 1988 году, изменения в ней были направлены на повышение мощности автомобиля. В отличие от своих предшественников, Z31 поставлялся в США с V-образными моторами, а единственная в линейке комплектация с рядным мотором (Fairlady 200ZR) продавалась только на территории Японии. Новый 3,0-литровый V-образный шестицилиндровый двигатель был доступен в атмосферном (VG30E) и в турбированном (VG30ET) исполнении, мощность двигателей составляет 160 л.с. и 200 л.с. соответственно. Двигатели имели внутреннее обозначение - Type A или Type B и выпускались под такими обозначениями с 1984 года до марта 1987 года. Двигатели, выпускавшиеся с апреля 1987 года до 1989 имели внутреннее обозначение W. В двигателях серии W была изменена рубашка охлаждения и поршневые пальцы были заменены на плавающие. В турбированных моделях выпуска 1984 - 1987 годов использовалась турбина Garrett T3, а степень сжатия двигателя составляла 7.8:1, однако в моделях 1988-1989 годов выпуска использовалась турбина Garrett T25, обладающая меньшей инерцией и двигатель обладал большей степенью сжатия - 8.3:1. Двигатели серии W были немного мощнее - атмосферный вариант выдавал 165 л.с., а 205 л.с. выдавал турбированный вариант. Наконец, эти двигатели были оснащены саморегулирующимися гидравлическими толкателями клапанов. Z31 оснащался 5-ступенчатой механической или 4-ступенчатой автоматической трансмиссией (Jatco E4N71B с электронным управлением муфтой блокировки гидротрансформатора). Турбированные модели, выпускавшиеся с апреля 1987 года были оснащены дифференциалом повышенного трения, вместо открытых дифференциалов Nissan R200 в остальных версиях, кроме специальной версии "Shiro Special" 1988 года, в которой использовалась вязкостная муфта. Автомобиль был доступен в трех комплектациях: SF, GL и GLL. Модель SF продавалась только в Канаде.
Подобно голосовой системе предупреждения, применявшейся в автомобилях Chrysler, модели GL и GLL 1984-1986 годов были оснащены голосовой системой предупреждения: об открытой или неплотно закрытой двери во время движения; о постановке автомобиля на стояночный тормоз; о низком уровне топлива в бензобаке (менее 1.75 галлона / 8 литров); о включенных фарах при отсутствии ключа в замке зажигания . Голос системы - женский.
300ZX участвовал в серии Trans-Am в 1986 году, взял в 1994 победу в гонке 24 часа Дейтоны. В гонке 24 часах Ле-Мана в 1995 году в классе GTS-1 Международная федерация автоспорта запретила использование двигателей, оснащенных двойным турбонаддувом, что не позволило 300ZX участвовать в дальнейших соревнованиях.

### Японский рынок
Модели 200Z, 200ZG и 200ZS оснащались двигателем VG20ET, в то время как модель 200ZR оснащалась RB20DET. Оснащение модели 300ZX с двигателем VG30ET было полностью идентично версии для американского рынка. Единственной моделью Z31, оснащавшейся двигателем VG30DE была модель 300ZR. Nissan Z31 продолжал позиционироваться как спортивный фастбэк вариант более формального и сдержанного купе Nissan Leopard, базировавшегося на Nissan Skyline. В Японии Nissan Z31, как и Nissan Leopard продавался у дилера Nissan Bluebird Store. Начиная с поколения Z31, известный в Японии под названием Fairlady ZX, более не соответствовал Японской системе классификации автотранспорта, что означало, что покупатели должны были платить ежегодный налог, что, негативно сказалось на продажах автомобиля. Зачастую, японские покупатели, которые хотели приобрести спортивный автомобиль соответствующий классификации, покупали Nissan Gazelle (вариант Nissan Silvia S110 в кузове хетчбэк), который имел множество новшеств от Fairlady ZX, но стоил дешевле.
К особенностям японского рынка также следует отнести изменения в остеклении - с сентября 1986 года люки всех моделей получили зеркальную тонировку, которая снижала нагрев салона и уменьшала светопропускание на 60%.
Ещё одной особенностью японского рынка является наличие складывающихся зеркал (вручную), а также доступных в качестве опции зеркал, расположенных на передних крыльях.
На японском рынке имели место модели без гидроусилителя руля 200Z с мотором VG20ET, имеющие большее передаточное отношение рулевого механизма.
Начиная с 1985 года, на японских моделях можно встретить задние редукторы с блокировкой дифференциала; до сентября 1986 только у модели 200ZR и только с дисковой муфтой, позднее с дисковой муфтой у 300ZR, а для 200ZR - с дисковой муфтой (200ZR II) или с вискомуфтой (200 ZR I). С 1988 года появилась вискомуфтная блокировка и на модели 300ZX.
Следует отметить, что на японском рынке также имела место установка ABS  на версии 300ZR.
Опции, доступные японскому покупателю за отдельную плату, традиционно оставались самыми распространёнными, начиная от наклеек и жалюзи задней двери внутри салона и заканчивая уникальными багажниками на крышу (более не встречавшиеся нигде).
Как и американские автомобили, японские версии в модели 300ZX имели голосовое предупреждение; о включенных фарах при вынутом ключе из замка зажигания; о постановке автомобиля на стояночный тормоз, прибавляя в конце «kudasai» («пожалуйста»), т.е. была более «вежлива».
Ещё одной «изюминкой», характерной для многих японских авто, являлось звуковое оповещение в виде колокольчика, при превышении скорости в 110 км/ч.

### Европейские модели
Европейские версии модели Z31 выдавали 228 л.с. (167 кВт) в турбированной версии благодаря улучшенным распредвалам, имеющим более широкие фазы открытия впускных/выпускных клапанов, известным за пределами Европы, как распредвалы Nismo. Некоторые модели также продавались без каталитических конвертеров. Все европейские модели 1984-1986 годов комплектовались передним спойлером (устанавливавшимся также на все турбоверсии для североамериканского рынка), версии 1987-1989 годов комплектовались тем же спойлером, что и американская версия "SS" 1988 года.
К уникальности европейских версий стоит отнести также систему циркуляции (охлаждения) масла заднего редуктора и двигателя на всех моделях, отсутствие экранов, затеняющих стекло люков, наличие электровентиляторов охлаждения радиатора, а также наличие промежуточной опоры карданного вала.
Кроме того, на ранних версиях, оснащённых турбонагнетателем, устанавливалась система охлаждения масла МКПП. Похожую систему впоследствии унаследовала модель Z32, предназначенная для европейского рынка.
Особенностью леворульного европейского рынка также является оснащённость автомобилей системой ABS на всех турбоверсиях (на праворульном европейском рынке была доступна версия без ABS), называемая компанией «4 wheel anti-skid».
Кроме того, на европейских моделях были установлены стабилизаторы поперечной устойчивости, отличающиеся от остальных рынков, например передние для атмосферной версии  диаметром 23 мм для ранних версий, задние для турбированных версий диаметром   24 мм, также передний диаметром 24 мм для ранней версии, 26 мм для поздней.
Для ранних версий, для государств включённых в так называемый "Европейский рынок", но не входящих в ЕС, модель оснащалась передним стабилизатором диаметром 22 мм, однако в качестве опции предлагался стабилизатор диаметром 25 мм.
Также существенно различались диаметр и толщина тормозных дисков.

## Примечание
1. ↑  Nissan Motor Co., Ltd. Nissan 300ZX 1991 Service Manual (англ.). — Tokyo, Japan: Nissan Overseas Service Department, 1990.
2. 1 2 3  Specifications. Дата обращения: 1 сентября 2012. Архивировано 21 октября 2009 года.
3. ↑  Александр Жигалов. 10 причин вспомнить о спорткаре Nissan 300ZX (рус.). samoform.ru (февраль 2022). Дата обращения: 4 октября 2023. Архивировано 5 октября 2022 года.
4. ↑  On this Day in Trans Am History: July 26-27, 1986. gotransam.com. Дата обращения: 18 июня 2024. Архивировано 18 июня 2024 года.
5. ↑  Daytona 24 Hours 1994 - Racing Sports Cars. www.racingsportscars.com. Дата обращения: 18 июня 2024. Архивировано 4 августа 2024 года.
6. ↑  Cigar Aficionado | Archives | High Speed Dreams. web.archive.org (13 октября 2007). Дата обращения: 18 июня 2024. Архивировано 13 октября 2007 года.

## Название 300ZX
Название 300ZX было дано автомобилю по аналогии с автомобилем, который в США продавался как Nissan 280ZX и как Datsun 280ZX, буква X в названии обозначала повышенную комфортабельность, в сравнении с предыдущим поколением - Datsun 240Z. В Японии автомобиль был известен как Nissan S130.